# Турув (угольный разрез)
«Турув» (пол. Kopalnia Węgla Brunatnego (KWB) Turów) — угольный разрез на юго-западе Польши, в Нижнесилезском воеводстве, западнее города Богатыня, на правом берегу реки Ныса-Лужицка (Нейсе). Бурый уголь добывают открытым способом на Турошовском (Житавском) буроугольном месторождении (Turoszowskie Zagłębie Węgla Brunatnego), одном из главных в стране. Балансные запасы оцениваются в более чем 700 млн т. Годовая добыча составляет около 8 млн т. Ежегодно вывозится 32 млн м³ вскрышных пород. Площадь разреза составляет 2487 га. Владельцем разреза является польская энергетическая группа PGE Polska Grupa Energetyczna.
Уголь используется преимущественно для нужд электроэнергетики, а также для производства брикетов. Энергетический уголь поставляется по конвейерным лентам на ТЭС «Турув» мощностью 1900 МВт, расположенную севернее разреза, одну из крупнейших в стране ТЭС на буром угле, которая обеспечивает 6 % производства электроэнергии в стране.
Основным объектом эксплуатации служит верхний или главный пласт, имеющий среднюю мощность 40—60, максимальную — до 100 м. Нижний пласт из-за значительной глубины залегания пока не разрабатывается и вскрыт только бурением. В Польше нет другого крупного месторождения, где бы горногеологические условия разработки были столь благоприятными как в районе разреза Турув.

## Турошовский Мешок
Разрез находится в так называемом Турошовском Мешке (пол. Worek Turoszowski) по топониму Турошув (Turoszów, до 1945 года — Тюрхау, нем. Türchau) — с 1972 года район города Богатыня. Также он известен как Житавский Мешок по топониму Житава (пол. Žitawa) — польскому названию немецкого приграничного города Циттау. Узкий и длинный Турошовский (Житавский) Мешок представляет собой крайний юго-западный кусок польской территории, который тянется на 50 км на юг и своим «дном» упирается в пограничный стык, где сходятся германско-польская и польско-чешская границы. 
Мешок пересекает железная дорога Люберец — Циттау из Чехии в Германию на участке Копачув — Пораюв и транспортный коридор Гёрлиц — Циттау.
Для охлаждения ТЭС «Турув» на реке Витка создано водохранилище Недув.

## История
О существовании бурого угля в районе Турошува и Богатыни упоминает местная хроника уже в 1642 году. Случайно добываемый уголь применялся для отопления и для искусственных удобрений. Первый разрез в этой местности был основан в Затоне (пол. Zatonie, до 1945 года — Зайтендорф, нем. Seitendorf, с 1973 года — район города Богатыни) в 1780 году. Спустя некоторое время постепенно увеличивалось количество небольших разрезов. Они существовали возле Опольно-Здруй, Турошува, Наджече (пол. Nadrzecze, ныне не существует) и Рыбажовице. В 1786—1812 годах было их 10, в 1836—1869 годах их количество увеличивалось до 69. Однако они долго не существовали и были ликвидированы. В 1904 году на территории теперешнего разреза существовал разрез «Геркулес» (нем. Herkules), который с 1916 года перешёл в собственность Саксонии. В 1924 году местные шахты переходят в ведение акционерного общества «Зексише Верке» (AG Sächsische Werke, ASW), которое принадлежало саксонской казне.
Лишь перед Второй мировой войной в связи с расширением ТЭС «Хиршфельде» эксплуатация разреза «Турув» стала вестись более интенсивно. После проведения в 1945 году государственной границы по реке Ныса-Лужицка (Нейсе) ТЭС «Хиршфельде» осталась на территории ГДР, а питавший её разрез Турув I — в Польше. Поэтому сразу же после окончания Второй мировой войны между обеими странами было заключено специальное соглашение, согласно которому почти весь уголь, добываемый на разрезе Турув I по-прежнему шёл по системе ленточных транспортеров и по канатной подвесной дороге через реку Ныса-Лужицка (Нейсе) на снабжение ТЭС Хиршфельде (мощностью 156 МВт) и брикетной фабрики в Хиршфельде (нем. Hirschfelde, ныне район Циттау), находящемся на немецком берегу Ныса-Лужицка (Нейсе). На предприятии «Хиршфельде» находилась нагревательная печь, химическим путём перерабатывающая уголь из средней части пласта. Смола, полученная из переработки угля, отправлялась в ГДР для дальнейшей переработки. Производительность разреза Турув I составляла 5—6 млн т. В 1957 году началось создание более крупного горно-энергетического комбината, включающего разрез Турув II и TЭС Турув. Заложенный в 1958 году разрез Турув ІІ к концу 1965 года достиг проектной мощности 10—12 млн т (производительность разрезов Турув I и Турув II — 15 млн т при проектной мощности в 17,5 т). Он представлял собой крупнейший и наиболее современный разрез Польши. Разрез имел четыре вскрышных и три угольных горизонта, длина фронта которых составляла 1500—2500 м. Для вскрышных работ и добычи применялись мощные экскаваторы.
В 1960 году вступила в эксплуатацию объединённая энергосистема Польши, ГДР, Чехословакии и Венгрии. Национальная энергосистема Польши была соединена с энергосистемой ГДР двумя линиями, пересекающими пограничную Ныса-Лужицка (Нейсе): Болеславец — Турув — Хиршфельде (110 кВ) и Микулова — Берцдорф (220 кВ). Обе линии связали важнейшие буроугольные бассейны обеих стран и работающие на буром угле ТЭС Турув, ТЭС Хиршфельде и ТЭС Берцдорф. По этим линиям осуществлялся взаимный обмен электроэнергией. Энергия с ТЭС Хиршфельде передавалась в Польшу в качестве компенсации за поставки в ГДР бурого угля, добываемого на разрезе «Турув».
В 1960-х годах годовая производственная мощность разреза составляла 56 млн т.
Житавский бассейн Чехии является продолжением одноимённого бассейна Польши и Оберлаузицкого Германии. Уголь добывался во всех трёх частях бассейна, однако в пределах ГДР и Чехословакии добыча была невелика, потому что основные запасы бассейна находятся на территории Польши. В чехословацкой части бассейна бурый уголь добывался западнее города Градек-над-Нисоу. В 1960-х годах на территории бассейна существовало лишь только два разреза: «Турув» на польской стороне и небольшой «Глюкауф» („Glückauf") в Ольберсдорфе на немецкой стороне. Добыча на «Глюкауфе» прекращена в 1991 году. На месте карьера было создано водохранилище Ольберсдорфер-Зе.
До 1970-х годов Турошовский бассейн играл основную роль в добыче бурого угля, несмотря на конкуренцию со стороны Конинского бассейна в Великопольском воеводстве. В 1978 году оба бассейна вместе с несколькими более мелкими разрезами дали 41 млн т бурого угля. Десять лет спустя это число выросло до 73,5 млн т, в основном благодаря инвестициям в расположенный в центре Белхатовский бассейн, который с тех пор доминирует в этом секторе. Общее производство так и не восстановилось после демонтажа коммунистического режима в Польше в 1989 году, при этом Польша упала с 5-го на 8-е место среди крупнейших производителей бурого угля в период с 1989 года по начало XXI века. В последнее время около трети энергии в Польше, как и в Болгарии, Румынии и Турции, производилось из бурого угля (в то время как в Чехии, Сербии и Черногории эта доля составляла 69%).
В марте 2020 года правительство продлило лицензию на недропользование в части добычи угля на «Туруве» до 2044 года, что спровоцировало протесты в Польше, Чехии и Германии. Из-за добычи угля соседний германский город Циттау уходит под землю. В феврале 2021 года Чехия подала на Польшу в Европейский суд. По её мнению из-за наращивания мощностей по добыче угля в разрезе Турув в приграничных северных районах Чехии резко понизился уровень подземных вод. 20 сентября Европейский суд обязал Польшу выплачивать 500 тыс. евро в сутки за каждый день работы разреза. В феврале 2022 года стороны пришли к соглашению, по которому Чехия отзывает иск, а Польша выплачивает 45 млн евро. 35 из них выплатит правительство Польши, а 10 — польская энергетическая группа PGE Polska Grupa Energetyczna.